# Alvdal
Alvdal – norweskie miasto i gmina leżąca w regionie Hedmark.
Alvdal jest 113. norweską gminą pod względem powierzchni.

## Demografia
Według danych z roku 2005 gminę zamieszkuje 2416 osób. Gęstość zaludnienia wynosi 2,56 os./km². Pod względem zaludnienia Alvdal zajmuje 310. miejsce wśród norweskich gmin.
| ludność stan na 1 stycznia 2005 |         |           |       |
|                                 | kobiety | mężczyźni | razem |
| osób                            | 1204    | 1212      | 2416  |
| %                               | 49,83%  | 50,17%    | 100%  |

| wykształcenie stan na 1 października 2004 |            |         |        |          |
|                                           | podstawowe | średnie | wyższe | nieznane |
| osób                                      | 341        | 1227    | 296    | 38       |
| %                                         | 17,93%     | 64,51%  | 15,56% | 2%       |

## Edukacja
Według danych z 1 października 2004:
- liczba szkół podstawowych (norw. grunnskolar): 3
- liczba uczniów szkół podst.: 336

## Władze gminy
Według danych na rok 2011 administratorem gminy (norw. rådmann) jest Erling Strålberg, natomiast burmistrzem (norw. ordfører, d. borgermester) jest Olov Grøtting.